# ノア・Z・ジョーンズ
ノア・Z・ジョーンズ（Noah Z. Jones、1973年6月20日 - ）は、アメリカ合衆国の脚本家、イラストレーター。

## イラストレーション
- Always in Trouble
- Welcome to the Bed & Biscuit
- Those Shoes
- The Monster in the Backpack
- Dance with Me
- Not Norman: A Goldfish Story

## アニメーション
- スイチュー! フレンズ
- ハイ・ホー7D
- Almost Naked Animals
- ピクルスとピーナッツ